# Rallarsväng
Rallarsväng är ett studioalbum av det svenska dansbandet Lasse Stefanz, släppt 28 maj 2008. Albumet toppade singellistorna i såväl Sverige som Norge.
För albumet fick bandet även en Grammis i kategorin "Årets schlager-dansband". 
Den 12 juli 2009 tilldelades albumet dansbandspriset Guldklaven för "Årets album" under Svenska dansbandsveckan i Malung.

## Låtlista
1. Till Österlen
2. Hemmahamn
3. En runda i baren (duett med Plura Jonsson)
4. Innan allt är för sent
5. Hållplats 31
6. He'll Have to go
7. Kalla det drömmar om du vill
8. När skuggorna faller
9. Angel Lee
10. Hem igen
11. Slöseri med kärlek
12. Ensam weekend
13. Mot lugnare vatten
14. Jag lever för livet
15. En runda i baren (danskspråkig duett med Flemming "Bamse" Jørgensen)

## Listplaceringar
| Lista (2008) | Position |
| ------------ | -------- |
| Norge        | 1        |
| Sverige      | 1        |

### Fotnoter
1. ↑  ”Grammis”. Arkiverad från originalet den 17 mars 2012. https://web.archive.org/web/20120317055524/http://www.ifpi.se/wp/wp-content/uploads/100428-lc-vinnare-genom-%C3%A5ren.pdf. Läst 1 maj 2011.
2. ↑  ”Guldklaven; Vinnare genom tiderna”. Får jag lov. http://fjl.se/tidningen/guldklaven/. Läst 13 november 2018.
3. ↑  Placering på den norska albumlistan
4. ↑  Placering på den svenska albumlistan